# 卜部
卜部（ぼくぶ）は、漢字を部首により分類したグループの一つ。
康熙字典214部首では25番目に置かれる（2画の19番目）。

## 概要
「卜」の字は占いのため亀の甲を火で灼いて生じる亀裂の形に象り、占いを意味する。古代の中国人はこの亀裂の形によって天意を伺い、吉凶を判断していた。これを亀卜という。
偏旁では意符として「うらない」に関することを示す。また卜部は「卜」の形を筆画として持つ漢字も分類している。部首としての「卜」は漢字によっては2画目が横画となった「⺊」の形で用いられる場合がある。
「卜」の字形は一般に「丨」の右側に接する形で「丶」が書かれることに対し、「外」で使用される卜部は、一般に「丨」に交差する形で「㇏」が書かれる。
片仮名の「ト」に似ており、「ト」の字源を「外」の旁とする説もあるが、止の部分を字源とする説の方が有力である。
「卜部（うらべ）」、「水卜（みうら）」など日本人の姓にも使われている。

## 部首の通称
- 日本：ぼく、ぼくのと、うらない、と
- 中国：卜字旁
- 韓国：점복부（cheom bok bu、うらないの卜部）
- 英米：Radical Divination

## 部首字
卜
- 中古漢語
  - 広韻 - 博木切
  - 詩韻 - 屋韻、入声
  - 三十六字母 - 幫母
- 現代漢語
  - 普通話 - ピンイン：bǔ 注音：ㄅㄨˇ ウェード式：pu 3
  - 広東語 - Jyutping:buk1
- 日本語 - 音：ホク（漢音）・ボク（呉音） 訓：うらなう
- 朝鮮語 - 音：복(bok) / 訓：점（cheom、うらない）

甲骨文
金文
小篆

## 例字
- 卜・占・外・卢（盧→皿部）・卦・卧
- 卞・卡・卨
- 卥・𠧟
- 卤(意味・辞書によって部首が異なる。西を意味する場合はこの部首)